# Marco Ferreira
Pour les articles homonymes, voir Afonso, Marco Ferreira (arbitre) et Ferreira.
Marco Júlio Castanheira Afonso Alves Ferreira est un footballeur international portugais né le 12 mars 1978 à Vimioso.

## Biographie
Marco Ferreira joue principalement en faveur du Vitória Setubal, du FC Porto et du club grec de l'Ethnikos Le Pirée.
Il est sélectionné à 3 reprises en équipe du Portugal lors de l'année 2002.

## Carrière
- 1996-1997 :  FC Tirsense
- 1997-1998 :  Atlético de Madrid B
- 1998 :  Yokohama Flügels
- 1998-1999 :  Paços de Ferreira
- 1999-2003 :  Vitória Setubal
- 2002-2004 :  FC Porto
- 2004-2005 :  Vitoria Guimarães
- 2005-2007 :  FC Penafiel
- 2007-2008 :  Leicester City
- 2007-2008 :  CF Belenenses
- 2008-2010 :  Ethnikos Le Pirée

## Palmarès
- 3 sélections et 0 but en équipe du Portugal lors de l'année 2002
- Vainqueur de la Coupe de l'UEFA en 2003 avec le FC Porto
- Vainqueur de la Ligue des champions en 2004 avec le FC Porto
- Champion du Portugal en 2003 et 2004 avec le FC Porto